# HMS Hurworth (L28)
HMS Hurworth (L28) là một tàu khu trục hộ tống lớp Hunt Kiểu II của Hải quân Hoàng gia Anh Quốc được hạ thủy và đưa ra phục vụ vào năm 1941. Nó đã hoạt động trong Chiến tranh Thế giới thứ hai cho đến khi bị đắm do va phải mìn trong biển Aegean vào ngày 22 tháng 10 năm 1943.

## Thiết kế và chế tạo
Hurworth thuộc vào số 33 chiếc tàu khu trục lớp Hunt nhóm II, có mạn tàu rộng hơn nhóm I, tạo độ ổn định cho một tháp pháo QF 4 in (100 mm) Mark XVI nòng đôi thứ ba, cũng như cho phép tăng số lượng mìn sâu mang theo từ 40 lên 110.
Hurworth được đặt hàng cho hãng Vickers-Armstrongs vào ngày 20 tháng 12 năm 1939 trong khuôn khổ Chương trình Chế tạo Khẩn cấp Chiến tranh 1939, và được đặt lườn tại xưởng tàu River Tyne ở Wallsend vào ngày 10 tháng 4 năm 1940. Ụ đóng tàu này đủ lớn để đóng hai chiếc lớp Hunt cùng một lúc, và con tàu "song sinh" với nó là Middleton. Nó được hạ thủy vào ngày 16 tháng 4 năm 1941 và nhập biên chế vào ngày 5 tháng 11 năm 1941. Tên nó được đặt theo tên một rừng săn cáo tại Derbyshire. Con tàu được cộng đồng dân cư Stockton-on-Tees tại County Durham đỡ đầu trong khuôn khổ cuộc vận động gây quỹ Tuần lễ Tàu chiến vào tháng 2 năm 1942.

## Lịch sử hoạt động

### 1941
Sau khi hoàn tất trang bị và chạy thử máy, Hurworth ghé qua Rosyth trên đường đi đến Scapa Flow vào ngày 8 tháng 10 năm 1941 để thực tập cùng các tàu chiến thuộc Hạm đội Nhà. Hurworth đã đưa Hoàng thái tử Olaf V của Na Uy đi từ Scapa Flow đến Scrabster ở phía Bắc Scotland, rồi cùng tàu khu trục Exmoor (L08) hộ tống chiếc tàu chở quân RMS Rangitata đi từ Clyde đến Gibraltar, đến nơi vào ngày 1 tháng 12. Rangitata tiếp tục được Hurworth và các tàu khu trục Vidette (D48) và Highlander (H44) hộ tống đi Freetown, được tăng cường thêm tàu khu trục Brilliant (H84) trên đường đi vào ngày 18 tháng 12, đến nơi vào ngày 21 tháng 12. Sang ngày 25 tháng 12, nó tham gia cùng thiết giáp hạm Ramilies (07), tàu khu trục Beaufort (L14) và tàu xà lúp Bridgewater (L01) để tiếp tục hộ tống Đoàn tàu WS 14 cho hành trình từ Freetown đến Capetown, Nam Phi.

### 1942
Hurworth tách khỏi Đoàn tàu WS 14 ngoài khơi Cape Town vào ngày 4 tháng 1 năm 1942, sau khi được chiếc tàu buôn tuần dương vũ trang Derbyshire (F78) thay phiên. Nó độc lập tiếp tục hành trình vượt qua Ấn Độ Dương và Hồng Hải, băng qua kênh đào Suez trước khi gia nhập Chi hạm đội Khu trục 5 tại Alexandria, Ai Cập vào ngày 6 tháng 2. Nó đã hộ tống tàu khu trục Farndale (L70) bị hư hại quay trở lại Alexandria vào ngày 9 tháng 2; và vào ngày 12 tháng 2 đã tham gia thành phần hộ tống cho Đoàn tàu MW 9 nhằm chở hàng tiếp liệu đến Malta đang bị đối phương phong tỏa. Đoàn tàu bị đối phương không kích nặng nề và không một chiếc tàu buôn nào sống sót.
Hurworth làm nhiệm vụ hộ tống vận tải và hỗ trợ cho lực lượng đồn trú tại Tobruk cho đến ngày 21 tháng 3, khi nó được bố trí trong thành phần hộ tống cho Đoàn tàu MW 10 tìm cách giải vây cho Malta. Đoàn tàu chịu đựng tấn công bởi máy bay và tàu phóng lôi đối phương, và nó đã tham gia Trận Sirte thứ hai khi đối đầu với các tàu chiến chủ lực của Hạm đội Ý. Đến ngày 25 tháng 3, nó hộ tống chiếc tàu hàng MV Breconshire bị hư hại rút lui về vịnh Marsaxlokk, Malta; Breconshire bị không kích đối phương đánh chìm sau đó.
Hurworth quay trở lại Alexandria, tiếp tục hỗ trợ cho hoạt động phòng thủ tại Tobruk. Vào ngày 27 tháng 5, nó tham gia cùng các tàu khu trục Hero (H99) và Eridge (L68), tách khỏi việc hộ tống Đoàn tàu AT 47 để truy lùng một tàu ngầm đối phương bị máy bay phát hiện về phía Đông Sollum. Sau hai giờ tìm kiếm, U-568 bị buộc phải nổi lên mặt nước sau khi bị tấn công bằng mìn sâu; đối thủ tiếp tục bị tấn công bằng hải pháo, buộc phải lặn xuống. Sang ngày hôm sau, U-568 cuối cùng buộc phải nổi lên và bị đánh chìm ở tọa độ 32°42′B 24°53′Đ / 32,7°B 24,883°Đ; toàn bộ 47 thành viên thủy thủ đoàn được giải cứu.
Vào ngày 12 tháng 6, Hurworth cùng tàu tuần dương hạng nhẹ Coventry (D43) và các tàu khu trục Airedale (L07), Aldenham (L22), Croome (L62), Dulverton, Eridge, Exmoor (L08) và Beaufort tham gia Chiến dịch Vigorous, trong vai trò hộ tống cho bốn tàu buôn thuộc Đoàn tàu MW11C xuất phát từ Port Said để tăng viện cho Malta. Hoạt động này chỉ nhằm nghi binh đánh lạc hướng sự chú ý của đối phương khỏi Chiến dịch Harpoon tương tự xuất phát từ Gibraltar. Đoàn tàu chịu đựng không kích và tấn công bằng xuồng phóng lôi E-boat của đối phương, cũng như mối đe dọa từ hạm tàu nổi chủ lực của Hải quân Ý, khiến chiến dịch phải hủy bỏ vào ngày 16 tháng 6 và lực lượng rút lui về Alexandria.
Hurworth đã tham gia bắn phá các vị trí đối phương tại Mersa Matruh trong tháng 8; và vào tháng 9 đã tham gia Chiến dịch Agreement, một cuộc đột kích không thành công vào các vị trí đối phương chung quanh Tobruk. Nó đón lên tàu lực lượng Thủy binh Hoàng gia vào ngày 12 tháng 9 để cho đổ bộ lên Tobruk, và sau đó cùng với tàu tuần dương Coventry và các tàu khu trục Zulu (F18), Sikh (F82), Aldenham, Exmoor và Beaufort hỗ trợ cho cuộc tấn công. Chiến dịch thất bại khi Coventry, Zulu và Sikh bị mất bởi hỏa lực pháo bờ biển và không kích của đối phương, và lực lượng đổ bộ bị tổn thất nặng. Các tàu chiến còn lại rút lui về Alexandria.
Sang tháng 10, nó tham gia hai chiến dịch nghi binh nhằm hỗ trợ cho việc tấn công của bộ binh. Đến ngày 30 tháng 10, nó cùng các tàu khu trục Pakenham (G06), Petard (G56), Dulverton và máy bay thuộc Liên đội 47 Không quân Hoàng gia Anh truy tìm và tiêu diệt tàu ngầm U-boat U-559 tại tọa độ 32°30′B 33°00′Đ / 32,5°B 33°Đ, về phía Đông Bắc Port Said. Cho dù không thu được máy mật mã Enigma, những tài liệu sử dụng và bảng mật mã tịch thu được từ chiếc tàu ngầm có giá trị tình báo vô cùng quan trọng.
Đến ngày 17 tháng 11, Hurworth lại cùng Aldenham, Beaufort, Belvoir (L32), Croome, Dulverton, Exmoor, Hursley (L84), Tetcott (L99) và tàu khu trục Hy Lạp Pindos (L65) tham gia hộ tống cho Đoàn tàu MW 13 trong khuôn khổ Chiến dịch Stoneage. Đây là một nỗ lực khác nhằm tăng viện cho Malta từ phía Đông. Tàu tuần dương hạng nhẹ Arethusa (26) bị trúng ngư lôi do không kích vào ngày hôm sau, và phải được kéo quay trở về Alexandria, nhưng các tàu tiếp vận đến nơi an toàn. Hurworth tách khỏi Đoàn tàu MW 13 vào ngày 19 tháng 11 cho hành trình quay trở về cùng các tàu hộ tống khác, tiếp tục chịu đựng không kích nhưng không bị thiệt hại, và về đến Port Said hai ngày sau đó.
Trong tháng 12, Hurworth tiếp tục các hoạt động hộ tống vận tải, hầu hết là đi đến Malta, nhưng cũng có một chuyến đi đến cảng Benghazi, Libya vừa mới được tái chiếm.

### 1943
Từ tháng 1 đến tháng 4 năm 1943, Hurworth hoạt động hộ tống vận tải tại khu trục Đông và Trung tâm Địa Trung Hải. Đến tháng 5, nó tham gia Chiến dịch Retribution nhằm ngăn chặn lực lượng phe Trục triệt thoái khỏi Tunisia và Algérie để quay về Sicily, Ý. Phe Trục đầu hàng tại Bắc Phi vào ngày 13 tháng 5, với nhiều tù binh bị bắt giữ.
Hurworth sau đó được điều sang Chi hạm đội Khu trục 22; tuy nhiên, con tàu gặp sự cố với nồi hơi, buộc nó phải đi đến Malta để sửa chữa. Nó được huy động vào việc chuẩn bị cho Chiến dịch Husky, cuộc đổ bộ của lực lượng Đồng Minh lên Sicily. Vào tháng 7, nó gia nhập Lực lượng Hỗ trợ phía Đông cho cuộc đổ bộ, trong thành phần Nhóm Hộ tống R, và đã khởi hành từ Port Said vào ngày 5 tháng 7 hộ tống cho Đoàn tàu MWF36, tách khỏi đoàn tàu hai ngày sau đó để quay trở về Port Said. Nó lại được bố trí ngoài khơi bãi đổ bộ để bắn hải pháo hỗ trợ cho lực lượng trên bờ, đồng thời tuần tra ngoài khơi bãi đổ bộ cho đến khi chiến dịch kết thúc.
Sang tháng 8, Hurworth đặt căn cứ tại Malta hộ tống các đoàn tàu vận tải tại Đông Địa Trung Hải. Vào ngày 15 tháng 9, nó đã hộ tống cho Đoàn tàu MKS 24, rồi được điều sang đặt căn cứ tại Haifa hỗ trợ các hoạt động trong vùng biển Aegean. Vào lúc này Chiến dịch Dodecanese được tiến hành nhằm chiếm đóng các đảo Hy Lạp tại quần đảo Dodecanese vốn do quân Ý chiếm đóng; giờ đây khi Ý đã chấp nhận đầu hàng, những đảo này có nguy cơ bị quân Đức chiếm. Nó cùng tàu chị em Croome đón lên tàu 300 binh lính tại Haifa vào ngày 16 tháng 9, và cho đổ bộ lên Portolago thuộc đảo Leros vào ngày hôm sau, trong một nỗ lực đối phó quân Đức tìm cách chiếm đóng nơi đây. Con tàu đã có mặt tại Malta khi phần còn lại của hạm đội Hải quân Ý, bao gồm hai thiết giáp hạm, hai tàu tuần dương và một tàu khu trục đã đầu hàng lực lượng Đồng Minh tại đây.
Vào ngày 19 tháng 10, Hurworth đã cùng Fury (H76) và Beaufort bắn hải pháo hỗ trợ cho hoạt động tác chiến tại đảo Kos; nó bị trúng hỏa lực đối phương bắn trả khiến một người thiệt mạng và ba người bị thương. Nó cùng tàu tuần dương hạng nhẹ Phoebe (43) rút lui về Alexandria vào ngày hôm sau. Sang ngày 21 tháng 10, nó cùng các tàu khu trục Jervis (F00) và Pathfinder (G10) rời Alexandria đi đến Leros trong một chiến dịch truy tìm tàu bè đối phương tại các cảng Vathi và Atkl.
Đang khi cùng tàu khu trục Hy Lạp Adrias (D06) hoạt động về phía Nam Leros vào ngày hôm sau, Adrias đi nhầm vào một bãi mìn về phía Đông đảo Kalymnos và bị hư hại. Hurworth tiếp cận để trợ giúp và cũng bị trúng mìn, khiến con tàu bị vỡ làm đôi và bốc cháy; cả hai phần bị đắm chỉ trong vòng 15 phút, ở tọa độ 36°59′B 27°06′Đ / 36,983°B 27,1°Đ. 113 thành viên thủy thủ đoàn đã thiệt mạng cùng con tàu, và có 85 người sống sót được cứu vớt và đưa về vùng biển Thổ Nhĩ Kỳ trung lập, nơi các tàu chiến Anh trú ẩn vào ban ngày; họ được các tàu chiến Đồng Minh chuyển về Alexandria sau đó.
Xác tàu đắm của Hurworth nằm ở độ sâu 102 mét (335 ft) trong vùng biển Hy Lạp; và được xác định là một Nghĩa trang Chiến tranh. Vào tháng 10 năm 1945, một biển lưu niệm con tàu đã được đặt tại Căn cứ hải quân Salamis của Hy Lạp.